# Ернандо (Міссісіпі)
Ернандо (англ. Hernando) — місто (англ. city) в США, в окрузі Десото штату Міссісіпі. Населення — 17 138 осіб (2020).

## Географія
Ернандо розташоване за координатами 34°50′58″ пн. ш. 89°59′33″ зх. д. / 34.84944° пн. ш. 89.99250° зх. д. (34.849572, -89.992375).  За даними Бюро перепису населення США в 2010 році місто мало площу 66,90 км², з яких 66,63 км² — суходіл та 0,26 км² — водойми.

## Демографія
Згідно з переписом 2010 року, у місті мешкало 14 090 осіб у 5182 домогосподарствах у складі 3843 родин. Густота населення становила 211 особа/км².  Було 5506 помешкань (82/км²).
Расовий склад населення:
| - 81,6 % — білих - 13,1 % — чорних або афроамериканців - 1,0 % — азіатів - 0,2 % — корінних американців - 3,0 % — осіб інших рас |

До двох чи більше рас належало 1,1 %. Частка іспаномовних становила 5,5 % від усіх жителів.
За віковим діапазоном населення розподілялося таким чином: 27,2 % — особи молодші 18 років, 60,7 % — особи у віці 18—64 років, 12,1 % — особи у віці 65 років та старші. Медіана віку мешканця становила 35,7 року. На 100 осіб жіночої статі у місті припадало 95,3 чоловіків;  на 100 жінок у віці від 18 років та старших — 92,0 чоловіків також старших 18 років.
Середній дохід на одне домашнє господарство  становив 78 583 долари США (медіана — 58 870), а середній дохід на одну сім'ю — 95 458 доларів (медіана — 82 170). Медіана доходів становила 56 930 доларів для чоловіків та 47 111 долар для жінок. За межею бідності перебувало 9,1 % осіб, у тому числі 5,2 % дітей у віці до 18 років та 15,2 % осіб у віці 65 років та старших.
Цивільне працевлаштоване населення становило 6765 осіб. Основні галузі зайнятості: освіта, охорона здоров'я та соціальна допомога — 26,7 %, транспорт — 11,4 %, мистецтво, розваги та відпочинок — 9,5 %, виробництво — 8,3 %.